# 三木秀甫
三木 秀甫（みき しゅうほ、本名同じ、1986年6月26日 - ）は、静岡県御殿場市出身の日本の俳優、タレント。かつては類プロダクション、ロックミー、現在はエイジアプロモーションに所属。

## 人物
静岡県 御殿場市出身。身長170cm、体重63kg。血液型はB型。靴のサイズは26.5cm。
サッカーが得意で、中学校時代に御殿場代表キャプテンとして日韓遠征の経験がある。
趣味は釣りとラップ。ラップユニット名はsince-E。パーソナルフットネストレーナーの有資格者で、Les Mills プログラム（ボディジャム）の認定を持つ。
地元富士山麓の自然をこよなく愛し、写真家今井智己の作品を好む。幼少時よりピアノ、ギター、ダンスに親しむ。特にダンスは2004年から本格的に学び、現在は役者の傍らイベントやドラマの振付師、パフォーマー、スーツアクターとして参加することもある。好きな役者は香川照之。俳優の柏原収史、チュートリアル（お笑いコンビ）の徳井義実、EXILEのNESMITH （ネスミス）と親交をもつ。
15歳の時に『火曜サスペンス劇場　下町・銭湯騒動記』でドラマ初出演、17歳の時に『穴』で映画デビュー。20歳で出演した映画『フレフレ少女』以降、本格的に役者を志す。2013年に小田崎諒平、加藤翔平、鈴木康太、三浦圭祐らとエンターテイメント制作拠点「ミセル製作所（ミセルファクトリー）」を設立。

## 出演

### テレビドラマ
- 火曜サスペンス劇場 下町・銭湯騒動記(1) （2002年、NTV）
- はぐれ刑事純情派 16（2003年、テレビ朝日）
- WATER BOYS 2（2004年、CX）
- 19 borders シーズン1 第42話（2004年、BS日テレ）
- ガチバカ! 第5話（2006年、TBS）
- 仮面ライダー響鬼 四十四之巻・四十五之巻（2005年、テレビ朝日）京介の前の学校の知り合いB役[5]
- PS -羅生門- 第5話（2006年、テレビ朝日）
- ウルトラマンメビウス 第37話（2006年、CBC）
- ULTRASEVEN X 第4話（2007年、CBC）
- 木曜ドラマ おいしいごはん 鎌倉・春日井米店 第4話（2007年、テレビ朝日）
- 水曜ミステリー9 女かけこみ寺 刑事・大石水穂（2008年、テレビ東京）
- 金曜プレステージ 浅見光彦シリーズ28 耳なし芳一からの手紙（2008年、CX）
- 金曜プレステージ特別企画 鯨とメダカ（2008年、CX）
- 月曜ゴールデン 女タクシードライバーの事件日誌5（2010年、TBS）
- 月曜ゴールデン 女タクシードライバーの事件日誌7（2014年、TBS）
- 甲州戦記サクライザー シーズン8（2019年、YBS山梨放送）
- ニッポンノワール-刑事Yの反乱- 第5話（2019年、NTV）

### 再現ドラマ
- ファミリーヒストリーSP（2017年8月18日、NHK）小野英二郎役

### 映画
- 穴（2004年、麻生学監督作品）康介・子役
- ロスト★マイウェイ（2004年、古澤健監督作品）
- 蟬しぐれ（2005年、黒土三男監督作品）弥助役
- グランドサークル（2005年、千葉誠治監督作品）
- スケバン刑事 コードネーム=麻宮サキ（2006年、深作健太監督作品）
- フレフレ少女（2008年、渡辺謙作監督作品）
- ゼブラーマン ゼブラシティの逆襲（2010年、三池崇史監督作品）
- 七夕情人節〜記念日〜（短篇）（2013年、熊澤尚人監督作品）
- スキマトズレ『結婚申込』（短編）（2015年、野村美奈子監督作品）
- スキマトズレ『エアコン設置』（短編）（2015年、小出良監督作品）
- ブックエンドの表紙（2016年）

### 舞台
- 痴れ者の挽歌　（2011年、ok.take別働隊）斉藤一役
- イヴの月に架かる橋（2011年、ひこうき舞台第11回公演）そり役
- 侍ギャンブラー銀我（2012年、梶研吾×白鳥歌舞喜）
- めぐる時空、遥か（2012年、白鳥歌舞喜）
- ぶっ壊したい世界（2013年、劇団TEAM-ODAC第11回本公演）現場監督役
- ダルマ（2013年、劇団TEAM-ODAC再演企画公演）
- TRISK -polygraph mint-（2013年、ゴールデンピッグ第二回公演）上岡役 ※準主役
- オレンジノート（2013年、フライドBALL企画vol.5）シュウ・リー役
- WILD HALF 〜奇跡の確率〜（2014年、はっぴぃはっぴぃどりーみんぐvol.5）佐々木康太郎役
- CORN。（2014年、ミセル製作所旗揚げ公演）調布彰役
- 365日のマーチ（2014年、Dimineプロデュース公演）死神役 ※W主役
- 殺し屋にくびったけ（2014年、AskプロデュースVol.8）鳥越万太郎役
- アプリの王子様（仮）〜恋愛シミュレーション編〜（2014年、AirStudioプロデュース公演）マネージャー役、振付も兼任
- アプリの王子様（仮）〜さびしんぼうナイト編〜（2014年、AirStudioプロデュース公演）マネージャー役、振付も兼任
- アプリの王子様（仮）〜仁義なきレジェンドガチャ編〜（2015年、AirStudioプロデュース公演）マネージャー役、振付も兼任
- 殺し屋にくびったけ〜氷室浩介を救出せよ〜（2015年、AskプロデュースVol.12）
- 破片 1.5（2017年3月15日-20日 ウェストエンドスタジオ、Studio META PRODUCE vol.8） 中山光役
- ギャル卒!!（2017年8月3日-6日 恵比寿・エコー劇場、エイジアプロモーションプロデュース第１回公演） 磯島太郎役
- ミュージカル座『ロイヤルホストクラブ』（2017年10月5日-9日 IMAホール） 本郷猛役
- TEAM NACS 第16回公演『PARAMUSHIR〜信じ続けた士魂の旗を掲げて』（2018年2月3日-4月1日、大阪・愛知・札幌・仙台・福岡・東京）

### インターネット動画
- ミセル製作所『ボスの居ぬ間にホームパーティー』（2014年、YouTube）シュウホ役
- 東京アリス 第4話（2017年、Amazonプライム・ビデオ）

### CM
- マクドナルド マックシェイク メロンソワ味篇（2006年）
- レオパレス21（2007年）
- パイロット FRIXION 消す人篇（2009年）
- ロッテ 爽 サーファー篇（2010年）
- 買取タマ（2015年）
- 月刊大人のソニー 5月号（2019年、Web CM）

### 振付
- P♡ttya（2015年〜2017年、全曲振付・構成担当）
- アプリの王子様（仮）〜恋愛シミュレーション編〜ver.2.1〜（2015年、AirStudioプロデュース公演）

### その他
- Jリーグ Jリーグ百年構想 シンボルマスコット Mr.ピッチ（2003年、スチル）
- アニメーション映画 東京ゴッドファーザーズ （2003年、声優）
- テレビアニメ（WOWOW）神霊狩／GHOST HOUND 第4話（2007年、声優）
- 日本クラフトフーズ ストライド ストライドヤバーランド（2012年、スチル）
- 川越達也 CD発売記念ライブ（2012年、イベント、パフォーマー）
- ダンス・ファッションショー『Movin' on Mode』（赤坂BRITZ）（2012年、ゲストパフォーマー）
- テレビドラマ 衝撃ゴウライガン （テレビ東京）（2013年、スーツアクター）※振付も兼任
- リーボック Reebok FitHub Roppongi Hills
『Reebok 1DAY FITNESS PARK in ROPPONGI』（2014年、オープン記念イベントプレゼンター）
- モスバーガー感動創造宣言 感動ステージ編（2014年、第26回モスバーガー共栄会全国大会）高木大輔役 ※振付も兼任
- Reebok Les Mills ONE LIVE TOKYO（2015年、アドバンスインストラクター）
- Reebok Fitness Event powered by Les Mills Japan（2016年、Reebok Presenter）
- Reebok Presents LES MILLS LIVE TOKYO 2017（2017年、エリアトレーナー）
- Les Mills on Tour with Reebok in Tokyo 2018（2018年、ナショナルトレーナー）